# Eurya osimensis
Eurya osimensis là một loài thực vật có hoa trong họ Pentaphylacaceae. Loài này được Masam. mô tả khoa học đầu tiên năm 1935.